# 托马斯·摩尔 (爱尔兰作家)
托马斯·摩尔（英語：Thomas Moore；1779年5月28日—1852年2月25日）是一名爱尔兰作家、诗人，他的《愛爾蘭旋律集》（Irish Melodies）提高了时人对爱尔兰传统文化的重视。此外，他也为辉格党写过不少有關政治讽刺文章。

## 生平
他出生于爱尔兰都柏林，小时候就对音乐和戏剧感兴趣，14岁时在《爱尔兰选集》（Anthologia Hibernica）杂志上出版了他的第一首诗。他曾就读于都柏林三一学院，1799年进入中殿律师学院学习法律。他家境并不富裕，在伦敦读书时曾受过爱尔兰同乡如第一代多尼戈尔侯爵亚瑟·奇切斯特的资助。
在伦敦，他结识了未来的乔治四世，并在干草市场剧院上演了自己的作品《吉普赛王子》（The Gypsy Prince），走入伦敦的上流社会。
1803年，由于工作原因，他离开伦敦前往百慕大的海事法院任职。虽然曾在后世誉为百慕大的桂冠诗人，但其实他并不喜欢这里。他觉得百慕大很无聊，6个月后便离开这里开始周游北美。他结识了托马斯·杰斐逊等美国精英并和流落到美国的欧洲贵族交游。他在1804年返回英格兰，1809年当选美国哲学学会院士。
摩尔在百慕大时欠下6000英镑的大笔外债。为避免牢狱之灾，他在1819年9月和第一代罗素伯爵约翰·罗素前往法国。10月，他在威尼斯见到好友拜伦，拜伦委托他作自己的遗稿管理人。但拜伦死后，他和出版商约翰·穆雷（John Murray）却烧毁了这些遗稿，原因可能是其中有一些不宜出版的东西。
他在巴黎也活跃于社交界，和来这里的爱尔兰、英国游客如玛利亚·埃奇沃斯和威廉·华兹华斯有来往。1823年，他返回爱尔兰，开始创作一些反映爱尔兰历史和当时爱尔兰社会问题的文章，唤起了英格兰人对此的注意。
在妻子和五个孩子相继去世后，他在英格兰威尔特郡布朗厄姆的别墅里去世，葬于女儿安娜斯塔西娅身边。